# Autalia gomyi
Autalia gomyi är en skalbaggsart som beskrevs av Roberto Pace 1985. Autalia gomyi ingår i släktet Autalia och familjen kortvingar. Inga underarter finns listade i Catalogue of Life.